# 樞機團
枢机团（拉丁語：Collegium Cardinalium）是天主教会全体枢机的总称。枢机团的作用是在教宗樞密會議上辅佐教宗处理教会事务，以及在教宗逝世或辭職後集结召開教宗选举秘密会议以选出继任者。
樞機團設有團長及副團長各一位，由主教級樞機互選產生，主責主持會議、分派行政任務等，但僅為「同儕之首」，沒有高於其他樞機的權威。
除宗座出缺（教宗職位空缺）期間的特殊情况，枢机团并无特殊的行政权力。即使在宗座出缺时，它的权力也受到《主的普世羊群》宗座憲令、《梵蒂冈城国基本法》等教会法令的诸多限制。